# Melanomys caliginosus
Melanomys caliginosus је врста глодара из породице хрчкова (Cricetidae).

## Распрострањење
Врста има станиште у Венецуели, Еквадору, Колумбији, Костарици, Никарагви, Панами и Хондурасу.

## Станиште
Врста Melanomys caliginosus има станиште на копну.

## Начин живота
Исхрана врсте Melanomys caliginosus укључује воће. 

## Угроженост
Ова врста није угрожена, и наведена је као последња брига јер има широко распрострањење.

### Популациони тренд
Популација ове врсте је стабилна, судећи по доступним подацима.